# Equivalencia de ingresos
La equivalencia de ingresos es un concepto en la teoría de subastas que indica que dadas ciertas condiciones, cualquier mecanismo de subasta que se traduce en los mismos resultados (es decir, asigna los elementos a los mismos oferentes) también tiene el mismo ingreso esperado.

## Ingresos teorema de equivalencia
Una subasta es un caso especial de un mecanismo. En este caso, el mecanismo de toma ofertas compradores y decide el resultado de la subasta: quién se lleva el objeto y lo que son las transferencias para cada comprador. El conjunto de resultados se indica mediante
{\displaystyle \{(x,t)\in \mathbb {R} _{+}^{I}\times \mathbb {R} ^{I}|x_{i}\in \{0,1\},\sum _{i=1}^{I}x_{i}=1\}.}
El componente x describe la asignación del objeto y t las transferencias.
los Tipos del comprador, o sus valoraciones acerca del objeto, son variables aleatorias independientes e idénticamente distribuidas. Un comprador de tipo {\displaystyle \theta _{i}} tiene función de utilidad lineal ui sobre el conjunto de los resultados (el teorema también es válido para los más generales de servicios públicos cuasilineales funciones):
{\displaystyle u_{i}(x,t,\theta _{i})=\theta _{i}x_{i}+t_{i}.}
Así, una subasta es un juego bayesiano en que la estrategia de un jugador es su oferta en función de su tipo. Una subasta (en general, un mecanismo) se dice que es bayesiano incentivos compatibles si todos los jugadores de licitación su verdadero tipo es un equilibrio de Nash bayesiano perfil de estrategia.
Bajo estos supuestos, el Teorema de Equivalencia de Ingresos entonces dice lo siguiente:
Teorema Para cualquier dos subastas de incentivos compatibles bayesianos, si es menor de sus respectivos Bayesiano equilibrios de Nash donde todos los jugadores pujan su tipo,
1. un comprador de tipo θi tiene la misma probabilidad de obtener el objeto a través de las subastas, y
2. un comprador de la clase más baja tiene la misma utilidad esperada a través de subastas,

entonces el total de transferencias esperadas Eθ(Σti), es decir, los ingresos esperados del subastador, es el mismo para las dos subastas.
En otras palabras, si un comprador de tipo dado tiene la misma utilidad esperada en las dos subastas en la etapa intermedia, entonces los ingresos esperados del vendedor son la misma. Sin embargo, a posteriori, los dos mecanismos no tienen que aplicar las mismas funciones de elección social. Dos ejemplos son la segunda subasta de precio y la primera subasta de precio. Suponga que los tipos se dibujan de forma independiente a partir de la distribución uniforme en [0,1]. En la segunda subasta de precio, tipo de oferta de uno mismo es una estrategia dominante, por lo tanto, a fortiori, la subasta es un incentivo bayesiano compatible. Para la primera subasta de precio, se puede demostrar que las funciones de oferta
{\displaystyle b_{i}(\theta )={\frac {I-1}{I}}(\theta ^{I-1})}
formar un equilibrio de Nash bayesiano (un argumento fácil con el principio de la revelación muestra que se puede hacer compatible con los incentivos bayesiano). Así, el teorema de equivalencia de ingresos se aplica: en ambas subastas, los tipos más altos reciben el objeto y un comprador de tipo 0 se espera cero utilidad provisional. No aplicar las mismas funciones de elección social.

## Equivalencia de los mecanismos de adjudicación para subastas de un solo artículo
De hecho, podemos utilizar los ingresos de equivalencia para demostrar que muchos tipos de subastas generan ingresos equivalentes. Por ejemplo, la subasta de primera precio, la subasta de segundo precio, y la subasta de todos pagan son todas de ingresos equivalentes.

### En subastas de segundo precio
Considere una subasta de segundo precio de múltiples artículos, en los que el jugador con la puja más alta paga la segunda puja más alta. Es óptimo para cada jugador yo para hacer una oferta a su propio valor {\displaystyle b_{i}=v_{i}}.
Suponer se gana la subasta, y paga la segunda puja más alta, o {\displaystyle \max _{j\neq i}b_{j}}. Los ingresos de esta subasta es simplemente {\displaystyle \max _{j\neq i}b_{j}}.

## Primera subasta de precio
En la subasta de primer precio, donde el jugador con la puja más alta se limita a pagar su oferta, si todos los jugadores pujan utilizando una función de puja {\displaystyle b(v)=E(\max _{j\neq i}v_{j}~|~v_{j}\leq v~\forall ~j)}, esto es un equilibrio de Nash.
En otras palabras, si cada jugador formula las ofertas de modo que el valor esperado de la segunda oferta más alta, en el supuesto de que la suya era la más alta, entonces ningún jugador tiene ningún incentivo para desviarse. Si esto fuera cierto, entonces es fácil ver que los ingresos que se espera de esta subasta es también {\displaystyle \max _{j\neq i}b_{j}} if {\displaystyle i} si gana la subasta.